# Coada șoricelului

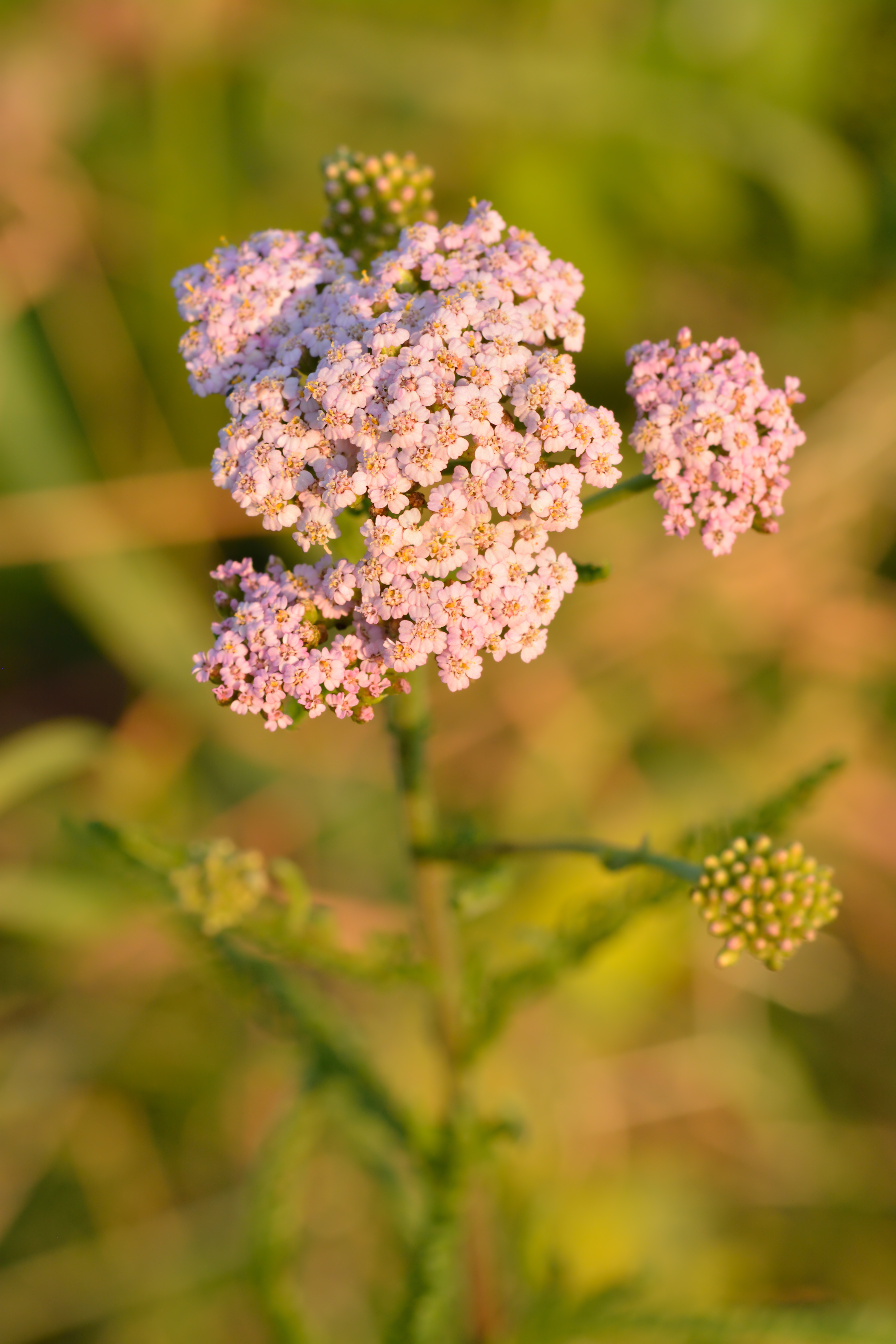

Coada șoricelului (Achillea millefolium) este o plantă erbacee, perenă, din familia Asteraceae, cu frunze penate, păroase și flori albe sau trandafirii, originară din Europa și din vestul Asiei. Este întâlnită din câmpie până în regiunile subalpine.
Numele generic de Achillea provine de la Ahile, eroul legendar al războiului troian, care a descoperit planta și a folosit-o pentru tratarea rănilor soldaților săi. Numele speciei, millefolium, descrie frunzele penate, păroase.

### Tratamente naturale pe baza de coada șoricelului
Este recomandată la enterocolite, gastrite, colici gastrice. Este antiseptic (ca și mușețelul), tonic aperitiv, coleretic-colagog, stimulează funcția hepatică, este antispastic, antiinflamator, astringent.
Coada șoricelului reprezintă un remediu natural în tratarea multor afecțiuni: boli ale stomacului, hemoroizi, dureri menstruale, boli de vezică, anorexie, osteoporoză, reumatism, nervozitate, boli intestinale, tuse, chisturi ovariene, mâncărimi vaginale, oxiuri, gastrită.
Acțiunea terapeutică se bazează pe proprietățile acestei plante: regenerator de țesuturi, dezinfectant, expectorant, antiinflamator, calmant gastric, decongestiv hemoroidal.
Preparatele naturale cel mai des utilizate din acesta plantă sunt: infuzia (ceaiul) de frunze și de flori (ajută la tratarea constipației, leucoreei, contra viermilor intestinali, reduce starea de nervozitate, ameliorează tenurile înroșite), dar și alifia preparată din coada șoricelului (ajută la tratarea varicelor).